# الزواج على طريقتي (مسلسل)
الزواج على طريقتي، مسلسل مصري صدر سنة 1995، من إخراج محمد السيد عيسى وبطولة ليلى طاهر ،عبدالمنعم مدبولي.

## ملخص القصة
يُخفي الابن الأكبر (حسن) خبر زواجه من فتاة أمريكية عن أسرته للحصول على الدكتوراة والجنسية، أما (آمال) فبعد أن يتسبب والدها في ضياع عقد الشقة يقرر أن تتزوج وتُقيم معهم في منزل الأسرة أما (أحمد) فقد دفعه الطمع وحبه للمال لعدة محاولات فاشلة لغرض الزواج قبل أن يتزوج في النهاية من فتاة ثرية مصابة بمرض نفسي.

## طاقم العمل
- ليلى طاهر
- عبدالمنعم مدبولي
- خيرية أحمد
- شريف منير
- عبلة كامل
- أسامة عباس